# Hypolimnas dubius
Hypolimnas dubius är en fjärilsart som beskrevs av Beauvais 1805. Hypolimnas dubius ingår i släktet Hypolimnas och familjen praktfjärilar. Inga underarter finns listade i Catalogue of Life.